# 10 Years (film)
10 Years è un film del 2011 scritto e diretto da Jamie Linden, al suo debutto alla regia.
Il film è una commedia corale incentrata su un gruppo di amici che si rincontra dieci anni dopo il liceo.

## Trama
Jake è in procinto di andare ad una riunione di ex studenti del liceo, dove potrà incontrare dopo diversi anni i suoi migliori amici e coglierà l'occasione per chiedere alla fidanzata Jess di sposarlo. Ma le cose si complicano quando alla riunione incontrerà il suo ex amore del liceo Mary. Durante la reunion i vecchi compagni rivivono ricordi e speranze, condividono verità, primi amori e amarezze, in una nottata indimenticabile per ognuno di loro.

## Promozione
Il 17 agosto 2012 è stato diffuso online il primo trailer del film.

## Distribuzione
Dopo la presentazione al Toronto International Film Festival, avvenuta il 12 settembre 2011, il film è stato distribuito nelle sale cinematografiche statunitensi il 14 settembre 2012.